# Chimamanda Ngozi Adichie
Chimamanda Ngozi Adichie (ur. 15 września 1977 w Enugu) – nigeryjska pisarka.

## Życiorys
Urodziła się jako piąta z szóstki dzieci Grace Ifeoma i Jamesa Nwoye Adichie. Dorastała w Nsukka, w południowo-wschodniej Nigerii, gdzie znajduje się Uniwersytet Nigeryjski – jej ojciec pracował tam jako profesor statystyki, matka zaś była sekretarzem do spraw studenckich (registrar). Po ukończeniu szkoły podstawowej przez półtora roku studiowała na wydziale medycyny i farmacji Uniwersytetu Nigeryjskiego. W tym czasie zajmowała się redagowaniem czasopisma The Compass, założonego przez katolickich studentów medycyny.
W wieku dziewiętnastu lat Adichie opuściła Nigerię i zamieszkała w Stanach Zjednoczonych. Uzyskała stypendium na wydziale komunikacji Uniwersytetu Drexela w Filadelfii, gdzie spędziła dwa lata. Po studiach w Filadelfii przeniosła się, by zamieszkać bliżej siostry Ijeomy (która odbywała praktykę lekarską w Coventry oraz kończyła studia politologiczne), na Uniwersytet Stanowy Wschodniego Connecticut, który ukończyła w 2001 z wyróżnieniem. W 2003 uzyskała tytuł magistra w zakresie pisania kreatywnego na Uniwersytecie Johnsa Hopkinsa w Baltimore, a w 2008 tytuł magistra w zakresie afrykanistyki na Uniwersytecie Yale.

## Kariera
Jej debiutancka powieść, Fioletowy hibiskus, została opublikowana w 2003. Książka uzyskała nominację do Orange Prize. Zdobyła również Commonwealth Writers’ Prize dla najlepszego debiutu.
Akcja drugiej powieści, Połówka żółtego słońca, której tytuł został zainspirowany flagą krótko istniejącego państwa Biafra, toczy się w czasie nigeryjskiej wojny domowej. Została opublikowana w 2006 i zdobyła nagrodę Orange Prize.

## Nagrody
- Hurston/Wright Legacy Award 2004 (Najlepszy debiut), za Fioletowy hibiskus
- Commonwealth Writers’ Prize 2005: Najlepszy debiut (Afryka), za Fioletowy hibiskus
- Commonwealth Writers’ Prize 2005: Najlepszy debiut (międzynarodowy), za Fioletowy hibiskus
- Anisfield-Wolf Book Award 2007 za Połówkę żółtego słońca (wspólnie z Marthą Collins za Blue Front)
- PEN ‘Beyond Margins’ Award 2007 za Połówkę żółtego słońca (wspólnie z Ernestem Hardy, Harryette Mullen i Alberto Ríosem)
- Orange Prize 2007 za Połówkę żółtego słońca
- Nagroda MacArthurów w 2008 (wspólnie z 24 innymi osobami)[1]
- National Book Critics Circle Award 2013 za Amerykaana

## Dzieła
- For Love of Biafra, 1998, dramat
- Fioletowy hibiskus (Purple Hibiscus), 2003, proza; polskie wydanie 2004, wyd. Amber
- Połówka żółtego słońca (Half of a Yellow Sun), 2006, proza; polskie wydanie 2009, wyd. Sonia Draga – książka nagrodzona Orange Prize.
- To coś na twojej szyi (The Thing Around Your Neck), 2009, opowiadania; polskie wydanie 2011, wyd. Zysk i ska
- Amerykaana (Americanah), 2013, powieść, polskie wydanie 2014, wyd. Zysk i s-ka